# Impasse Rançon
L'impasse Rançon est une voie située dans le quartier de Charonne du 20e arrondissement de Paris.

## Situation et accès
L'impasse Rançon est desservie à proximité par la ligne 9 à la station Maraîchers.

## Origine du nom
Cette voie tient son nom de celui du propriétaire des terrains sur lesquels elle a été ouverte.

## Historique
Cette voie ouverte à la circulation publique par un arrêté du 23 juin 1959 est raccordée à l'assainissement public par un arrêté du 21 octobre 1960.

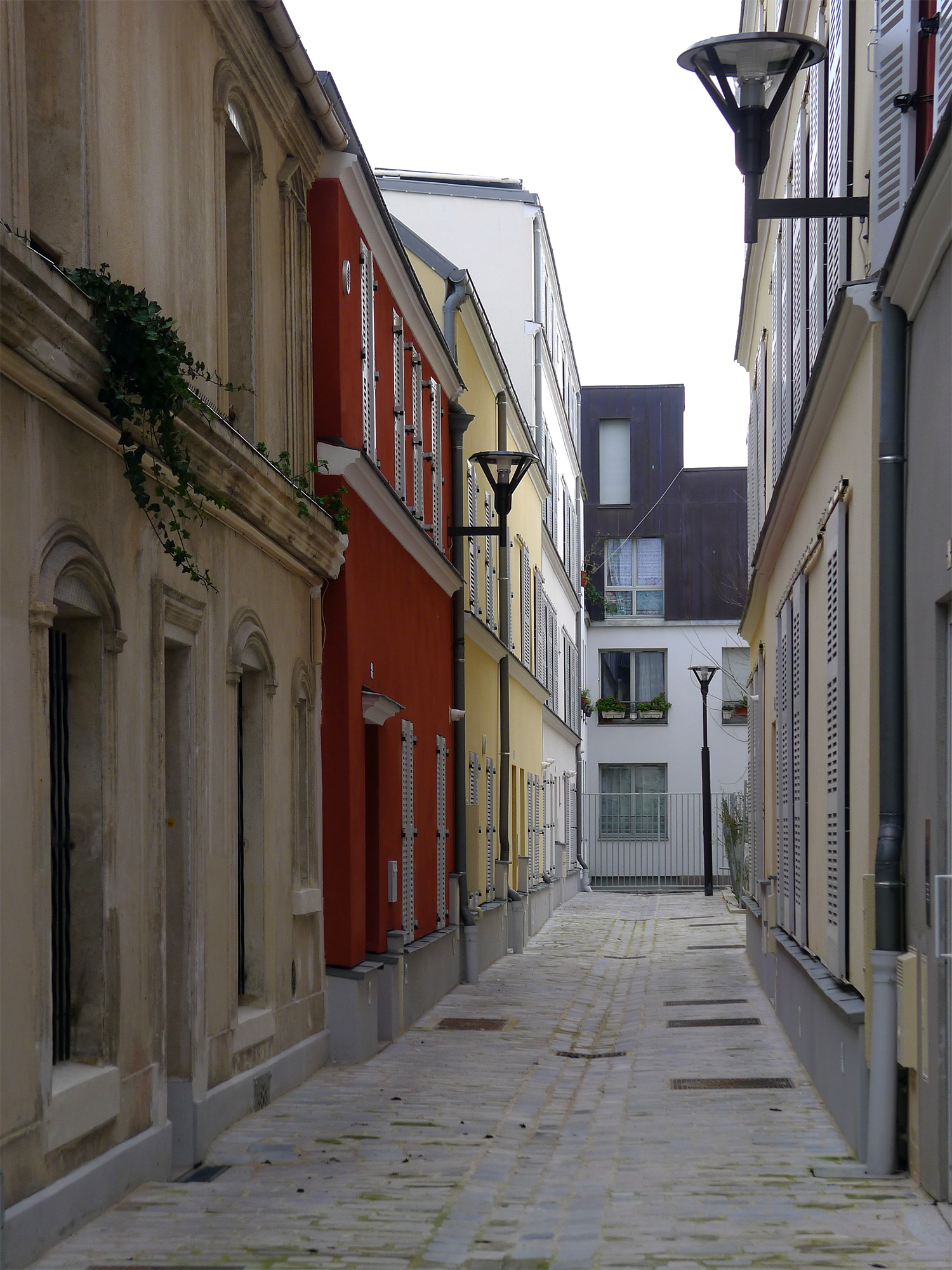
Impasse après travaux, en 2014.